# Uruburetama Futebol Clube
Uruburetama Futebol Clube é um time de futebol da cidade de Uruburetama, Ceará. Foi fundado em 12 de fevereiro de 1994, conseguido o vice-campeonato da Segunda Divisão e o acesso para Campeonato Cearense de Futebol da Primeira Divisão de 1995 ficando até 1999 na Série A, quando ficou na décima colocação e sendo rebaixado pra Série B do Estadual.
Na  Segunda Divisão do Cearense esteve nos anos de 2000 á 2006 voltando a disputar o Campeonato Cearense em 2011 pela Terceira Divisão, conseguindo o título e o acesso pra Segunda Divisão de 2012.

## Estádio
O Uruburetama Futebol Clube manda seus jogos no Estádio Antonio de Paula Sales, pertence ao Governo Municipal tendo capacidade para 3.000 pessoas.

## Símbolos

### Escudo
O escudo do Uruburetama Futebol Clube leva as cores da bandeira do município de Uruburetama-CE, exceção do amarelo nas letras ao centro do distintivo, em que formam a sigla UFC, representando estas a cor da banana, produto em abundância na cidade. O emblema foi criado pelos tio e sobrinho: José Nilton dos Santos (Niltinho) e João Batista dos Santos (Batistinha)a pedido da LDU-Liga Desportiva de Uruburetama.

### Mascote

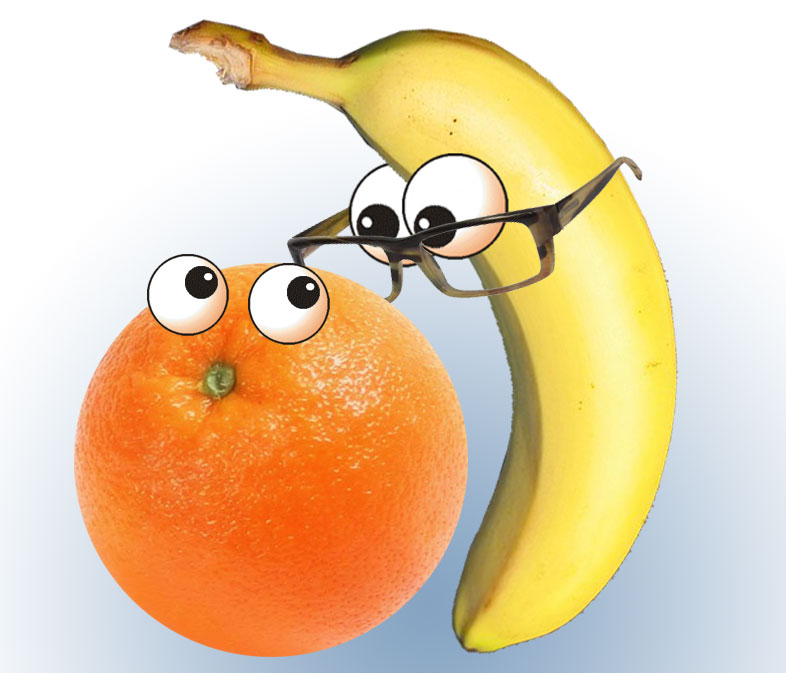
O Futebol revolucionário da década de 70 da Holanda, surgia a Laranja Mecânica, duas décadas depois surgia a Banana Mecânica no Futebol Cearense

Uruburetama é rica na produção de banana, por isso a mascote do clube.

### Uniformes
As cores do uniforme do Uruburetama, sendo o 1º uniforme composto por uma camisa azul com estrelas brancas, com short amarelo e meiões brancos.
O 2º uniforme é a camisa amarela, com short azul e meiões brancos.

## Desempenho em Competições
- Campeonato Cearense de Futebol da Primeira Divisão : 1995, 1996, 1997, 1998, 1999
- Campeonato Cearense de Futebol da Segunda Divisão : 2000, 2001, 2002, 2003, 2004, 2005, 2006 e 2012
- Campeonato Cearense de Futebol da Segunda Divisão: 2011

### Campeonato Cearense - 2ª divisão
| Ano  | Posição                    |
| 1994 | 2º                         |
| 2000 | 4º                         |
| 2001 | 4º                         |
| 2002 | 8º                         |
| 2003 | 9º                         |
| 2004 | 4º                         |
| 2005 | 5º                         |
| 2006 | 9º (penúltimo e rebaixado) |
| 2012 | 11º                        |

### Campeonato Cearense - 3ª divisão
| Ano  | Posição                  |
| 2011 | 1º (Campeão e promovido) |

## Estaduais
| ESTADUAIS | ESTADUAIS                     | ESTADUAIS | ESTADUAIS  |
|           | Competição                    | Títulos   | Temporadas |
| --------- | ----------------------------- | --------- | ---------- |
|           | Campeonato Cearense - Série C | 1         | 2011       |

- Campeonato Cearense de Futebol da Segunda Divisão de 1994: Vice-Campeão (1994)